# كاثرين فان توسنبروك
كاثرين فان توسنبروك (4 أغسطس 1852 - 5 مايو 1925) كانت طبيبة هولندية وناشطة نسوية. كانت ثاني امرأة مؤهلة لتصبح طبيبة في هولندا وأول طبيبة تؤكد الدليل على وجود حالة حمل خارج الرحم ضمن المبيض. ًانشئت مؤسسة تدير المنح البحثية باسمها لمواصلة إرثها المتمثل في تمكين المرأة.

## سيرتها الذاتية
ولدت ألبرتينا فيليبينا كاثرينا فان توسنبروك في 4 أغسطس عام 1852 في أترخت لوالديها كورنيليا فان دير فورت وجيراردوس فان توسنبروك، الذي كان نجارًا. تدربت فان توسنبروك لتصبح معلمة، وحصلت على شهادة مدرّسة مساعدة في عام 1870 ومديرة مدرسة في عام 1875. أصبحت أول امرأة يتم قبولها في جامعة أترخت وشرعت في دراسة الطب في عام 1880، حاصلةً على درجة الدكتوراه في الطب عام 1887. انتقلت إلى أمستردام بعد التخرج وبدأت العمل بصفة طبيبة عامة مع التركيز على النساء والأطفال. في فبراير عام 1898، أصبحت عضوًا في مجلس الفحص الطبي الهولندي، وبعد ذلك بوقت قصير، تعينت أستاذة في طب النساء في جامعة أترخت. في عام 1890، تعينت طبيبة نسائية مساعدة في عيادة بورهاف التي يديرها الطبيب مينديز دي ليون في أمستردام. في ذلك الوقت، كانت قلةٌ من الطبيبات يصبحن متخصصات.
أمضت ثماني سنوات في الدراسة والعمل مع دي ليون. أصبحت معروفة على نطاق واسع واستُدعيت بشكل متكرر للاستشارات خارج مدينة أمستردام. بحلول عام 1891، أصبحت سكرتيرة الجمعية الهولندية لأمراض النساء.
دعمًا لصحة المرأة ونظافتها، تحدثت فان توسنبروك ضد الكورسيهات (المخصرات) المقيدة للحركة ودعت إلى ارتداء ملابس فضفاضة. ضغطت من أجل إصلاح قوانين الإجهاض وقامت بحملة ضد التعقيم الجراحي غير الضروري للنساء، مدعيةً أن الأزواج هم المستفيدون الوحيدون. قدمت ورقة بحثية بعنوان «الافتقار إلى روح الحياة لدى شاباتنا وفتياتنا» عام 1898 في افتتاح معرض عمل المرأة الذي أقيم في لاهاي، والذي دافع عن الاستقلال الاقتصادي للمرأة. أعربت عن اعتقادها بأن قلة الفرص المتاحة للمرأة والحياة التي يكون هدفها الوحيد هو الزواج يضران بالصحة، ودعت بدلًا من ذلك إلى النشاط البدني والتدريب المهني.
«أولًا وقبل كل شيء، نحن النساء بحاجة إلى الثقة بأنفسنا واحترام ذواتنا. أؤمن أننا، من خلال العمل الدؤوب، سنحقق الاستقلال الاقتصادي. وستتطور الصورة التقليدية للمرأة بعد ذلك إلى مفهوم جديد. لا أدري كيف سيبدو الأمر. ولكن هناك أمر واحد مؤكد: نحن النساء نجسد المثل الأعلى، سواء حملنا المكنسة أو حملنا المبضع أو استلمنا منصبًا حكوميًا قياديًا».
كاثرين فان توسنبروك في مقالتها «الافتقار إلى روح الحياة لدى شاباتنا وفتياتنا» عام 1898.
استمتعت توسنبروك بالبحث، فلو لم تكن احتياجات النساء شديدة الإلحاح، لفضلت الاستمرار في إجراء الدراسات المجهرية بدلًا من علاج أمراض النساء. في عام 1899، «أثبتت بما لا يدع مجالًا للشك» أول وصف سريري ونسيجي دقيق لحالة حمل المبيض النادرة. وضع أوتو شبيغلبرغ المعايير التي يجب أن تكون موجودة لتشخيص حالة حمل المبيض. عملت فان توسنبروك على تسوية مسألة وجود حالة حمل المبيض من خلال تقريرها الذي وجد أن المبيض والأنبوب الموجود على الجانب الأيمن طبيعيان، وأن الكيس الموجود على المبيض يحتوي على جنين، وأن الكيس الحملي متصل بحبل، وأن الكيس يحتوي على طيات من أنسجة اللوتين. كان الأساس الطبي لدراستها موضع شك، ولكن، بعد ثلاث سنوات من نشر تقريرها، تم تأكيد نتائجها، رغم أن الشكوك سادت في فترة عشرينيات القرن العشرين.